# Acanthoscurria convexa
Acanthoscurria convexa là một loài nhện trong họ Theraphosidae.
Loài này thuộc chi Acanthoscurria. Acanthoscurria convexa được Carl Ludwig Koch miêu tả năm 1842.